# Сады (село, Польша)
Сады (пол. Sady) — село в Польше. Входит в состав гмины Дрохичин, Семятыченского повята, Подляского воеводства. Ближайшие населённые пункты — Ситки (1,3 км), Кочеры (2,0 км), Синевицы (2,8 км), Буяки (2,9 км), Корзенёвка Мала (3,5 км), Милковице-Мацки (3,6 км), Корзенёвка Дужа (3,7 км), Лисове-Яновек (3,9 км), Наройки (3,9 км), Милковице-Паски (4,3 км). Ближайшие города — Дрохичин (5,3 км), Семятыче (11 км), Лосице (25,4 км.).
Ни одна общественная дорога категории воеводство или более высокой категории через село Сады не проходит. Ближайшие дороги такой категории проходит в радиусе 10 км (DK 62 и DW 690).

## История
Первое упоминание о селе Сады относится к 1452 году. Согласно Литовским метрикам, село находилось на территории Великого княжества Литовского и было подарено князю Ивану Сангушковичу. С тех пор село приобрело статус родового имения, а потомки князя стали носить фамилию Садовские.
В 1596 году королевский дворянин Кристоф Андреевич Садовский основал здесь католический костёл Святой Троицы, Пресвятой Девы Марии, Святого Кристофа и Святой Анны и передал часть земли настоятелю костёла. В состав прихода входили села Милковице Руские (ныне Милковице-Мацки) и Синевице.
В 1865 году, после польского восстания, по приказу российского губернатора Михаила Муравьёва костёл был упразднен. Последний приходской священник, Силвестер Петковский (1852—1865 гг.), передал метрические книги в Дрохичин. В XIX веке село находилось в Царской России, за пределами Королевства Польского, входило в Бельский повят Гродненской губернии.
С 1975 по 1998 гг. село входило в состав Белостокского воеводства.

## Население
В 2009 году в селе проживало 147 человек, из них 81 мужчина и 66 женщин. В 2011 году в селе проживало 146 человек, из них 81 мужчина и 65 женщин, в том числе 16,5 % дети и подростки до 18 лет, 57,5 % лица трудоспособного возраста, 26 % лица пенсионного возраста.
|                     | 1998 | 2002 | 2009 | 2011 |
| ------------------- | ---- | ---- | ---- | ---- |
| Число жителей всего | 143  | 149  | 147  | 146  |
| Число мужчин        | 76   | 84   | 81   | 81   |
| Число женщин        | 67   | 65   | 66   | 65   |

## Климат
Июль является самым тёплым месяцем года. Средняя температура в июле 18,0 °C. Январь является самым холодным месяцем со средней температурой −5,1 °C.
| Температура воздуха в селе Сады |      |      |      |       |       |       |       |       |       |       |      |      |
| Месяц                           | Янв  | Фев  | Март | Апр   | Май   | Июнь  | Июль  | Авг   | Сен   | Окт   | Нояб | Дек  |
| Средняя температура (°C)        | -5,1 | -4,8 | +0,3 | +7,7  | +12,7 | +16,3 | +18,0 | +17,3 | +12,9 | +7,9  | +2,3 | -2,2 |
| Минимальная температура (°C)    | -7,9 | -7,9 | -3,4 | +2,8  | +7,3  | +10,9 | +12,7 | +11,9 | +8,1  | +4    | -0,1 | -4,5 |
| Максимальная температура (°C)   | -2,3 | -1,7 | +4   | +12,7 | +18,2 | +21,8 | +23,4 | +22,7 | +17,7 | +11,8 | +4,7 | -0,2 |